# Плопул
Плопул (рум. Plopul) — село у повіті Тулча в Румунії. Входить до складу комуни Мурігіол.
Село розташоване на відстані 248 км на схід від Бухареста, 30 км на південний схід від Тулчі, 102 км на північ від Констанци, 97 км на південний схід від Галаца.

## Населення
За даними перепису населення 2002 року у селі проживали 690 осіб, з них 688 осіб (99,7%) румунів. Рідною мовою 689 осіб (99,9%) назвали румунську.